# Bui Tuong Phong
Bùi Tường Phong (Hanoi, 14 dicembre 1942 – luglio 1975) è stato un informatico vietnamita, statunitense di adozione.

## Biografia
Ricercatore e pioniere nel campo della computer grafica, i suoi lavori vengono spesso indicizzati sotto il nome di Bùi, che nella convenzione vietnamita viene posto davanti al nome. Le sue invenzioni, invece, vengono ricordate con il nome di Phong, dal momento che questa è la convenzione internazionale utilizzata per riferirsi ai vietnamiti.
Il dottor Phong fu l'inventore del modello di riflessione di Phong e del metodo di interpolazione chiamato Phong shading, tecniche ancora attuali in computer grafica 3D. Bui Tuong pubblicò la descrizione dei suoi algoritmi nella discussione della propria tesi, nel 1973, e in un articolo del 1975. Si laureò presso l'Università dello Utah nel  luglio 1973.
È scomparso a seguito di leucemia nel 1975 a soli 33 anni.